# 市原市立姉崎東中学校
市原市立姉崎東中学校（いちはらしりつ あねさきひがしちゅうがっこう）は、千葉県市原市姉崎にある公立中学校。文部科学省の学校コードはC112210002235、旧学校調査番号は123917で、教育開発出版の所属中学校コードは120344。通称は姉東（あねひが）、東中（ひがしちゅう）。

## 概要
市原市西部の姉崎地区に位置する。京葉工業地域の開発に伴って造成された青葉台団地の大幅な人口増加によって、1983年（昭和58年）に市原市立姉崎中学校から分離独立して設置された。
開校当時は市原市立八幡東中学校に次いで2番目に通学区域が狭かったが、2022年（令和4年）度末をもって同校が閉校したことから、現在市内で最も通学区域が狭い中学校となっている。また、姉崎中学校と姉崎東中学校は中学校同士の距離が市内で最も小さく、その敷地間の距離は約7mほどとなっている。
本校の水泳部と柔道部は、過去に全国大会への出場経験がある。

## 沿革

### 概歴

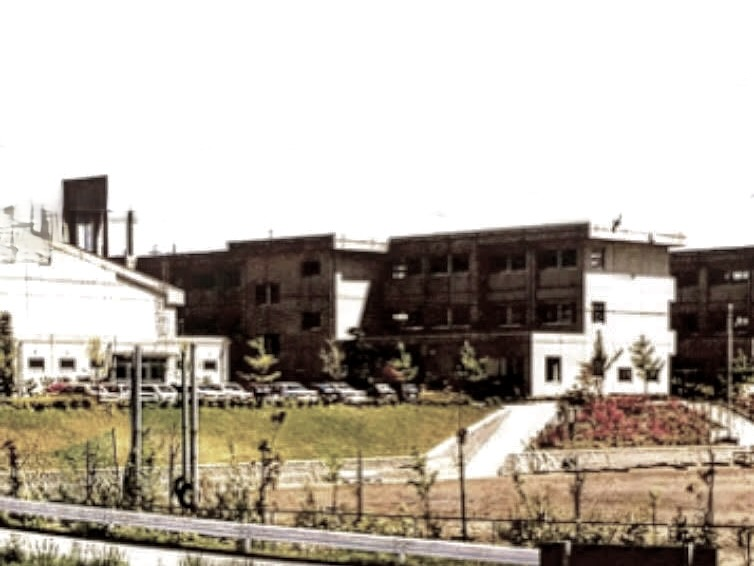
校舎（1983年）

1983年（昭和58年）4月1日に、市原市立姉崎中学校から分離して市原市立姉崎東中学校として開校した。開校時の生徒数は、3年生は在籍せずに1・2年生のみの合計433名であった。当初は姉崎中学校を仮校舎としていたが、同年8月20日に現在地に校舎が完成し、9月1日に開校式を実施しており、同日が姉崎東中学校の開校記念日となっている。翌年には生徒数が600名を超え、翌々年には700名を超えている。

### 年表
- 1983年（昭和58年）
  - 4月1日 - 姉崎2156番地に市原市立姉崎中学校の生徒のうち青葉台地域在住1・2年生を対象として開校[8]。
  - 8月20日 - 姉崎3056番地1に校舎と体育館が完成して移動開始[8]。
  - 9月1日 - 姉崎3056番地1に移転完了して開校式実施[8]。
- 1984年（昭和59年）4月6日 - 第3期生入学の第2回入学式を新校舎で初めて挙行[8]。
- 1985年（昭和60年）3月25日 - グラウンド拡張（遊歩道設置、植樹）
- 1987年（昭和62年）12月17日 - 千葉県東方沖地震によって中央廊下半壊被害[8]。
- 1991年（平成3年）
  - 3月10日 - A棟南側の岩石園完成[8]。
  - 6月30日 - 武道館完成[8]。
- 1993年（平成5年）
  - 8月19日 - 防砂ネット完成[8]。
  - 11月6日 - 創立10周年記念式典実施[8]。
- 1994年（平成6年）11月1日 - 千葉県教育功労賞団体賞受賞[8]。
- 1997年（平成9年）4月1日 - 現行ジャージに変更[8]。
- 1999年（平成11年）11月17日 - 第26回千葉県道徳研究大会開催（本校会場）[8]。
- 2001年（平成13年）7月 - 体育館緞帳の新調[8]。
- 2002年（平成14年）5月23日 - カウンセリングルーム設置[8]。
- 2003年（平成15年）11月1日 - 創立20周年記念式典実施[8]。
- 2004年（平成16年）10月18日 - 第43回関東甲信越地区技術・家庭科千葉大会開催（本校会場）[8]。
- 2005年（平成17年）4月1日 - 県福祉教育推進校指定[8]。
- 2006年（平成18年）
  - 7月12日 - 防犯カメラ設置[8]。
  - 10月14日 - 市原市中学校意見発表大会開催（本校会場）[8]。
- 2007年（平成19年） - 水泳部が第47回全国中学校水泳競技大会、柔道部が第38回全国中学校柔道大会に出場[8]。
- 2008年（平成20年） - 第1回姉東祭[8]
- 2012年（平成24年）
  - - 創立30年目記念で冷水機を各昇降口に設置[8]。
  - 11月16日 - 第40回関東甲信越道徳教育千葉大会開催（本校会場）。
- 2013年（平成25年）
  - 11月 - 第41回関東甲信越中学校道徳教育研究大会開催（本校会場）
  - 12月29日 - 窓ガラス9枚が割られる事件が発生[9]。
- 2014年（平成26年）1月1日 - 窓ガラスが深夜と昼頃の2回に分けて計19枚割られる事件が発生[9]。
- 2018年（平成30年） - 女子バスケットボール部が初の県大会出場。これで全部活動が県大会以上を経験したことになる[8]。
- 2019年（令和元年）
  - 4月1日 - 体操服の生地の変更を実施[8]。
  - 9月1日 - 全普通教室と理科室を除く特別教室へのエアコン設置が完了して運用開始[8]。
  - 9月9日 - 台風15号が上陸[8]。影響のほぼなかった姉崎東中学校において姉崎中学校の職員がこのあと1週間ほど一部職務実施[8]。
  - 11月20日 - 南房総教育事務所学力向上交流会開催[6]。
- 2021年（令和2年） - 本校参加の地域振興プロジェクト「青葉台39プロジェクト」が内閣総理大臣賞受賞[5]。
- 2022年（令和3年）
  - 5月1日 - 体育館・理科室に大型扇風機等23台寄贈[6]。
  - 6月12日 - 男子バスケットボール部が千葉県U-15バスケットボール選手権大会3位入賞[4]。
  - 8月1日 - トイレ改修工事開始[4]。
  - 9月15日 - 南房総教育事務所所長訪問[4]。
  - 9月22日・26日・29日 - 南房総教育事務所指導室要請訪問（授業研究）[10]。

### 研究指定
1983年（昭和58年）4月1日の開校以降、各機関から受けてきた研究指定は以下の通りである。
- 1990年（平成2年） - 市教委 「特色ある学校（理科）」指定
- 1991年（平成3年）- 市教委 「学力向上（全教科）」指定
- 1995年（平成7年） - 市教委 「学校週5日制」研究指定
- 1998年（平成10年） - 市教委 「道徳」研究指定
- 2005年（平成17年） - 県教委「福祉教育推進校」指定
- 2010年（平成22年） - 市教委「総合学力（道徳）」研究指定（2年間の1年目）
- 2011年（平成23年） - 市教委「総合学力（道徳）」研究指定（2年間の2年目）
- 2012年（平成24年） - 市教委「土台学力・基礎学力（読書、道徳、生活習慣）」研究指定
- 2014年（平成26年） - 県教委「特色ある道徳教育推進校における研究事業」指定
- 2017年（平成29年） - 市教委「アクティブ・ラーニング」研究指定（2年間の1年目）
- 2018年（平成30年） - 市教委「アクティブ・ラーニング」研究指定（2年間の2年目）
- 2019年（令和元年） - 市教委「アクティブ・ラーニング」研究指定（2年間の1年目）
- 2020年（令和2年） - 市教委「アクティブ・ラーニング」研究指定（2年間の2年目）

## 校則

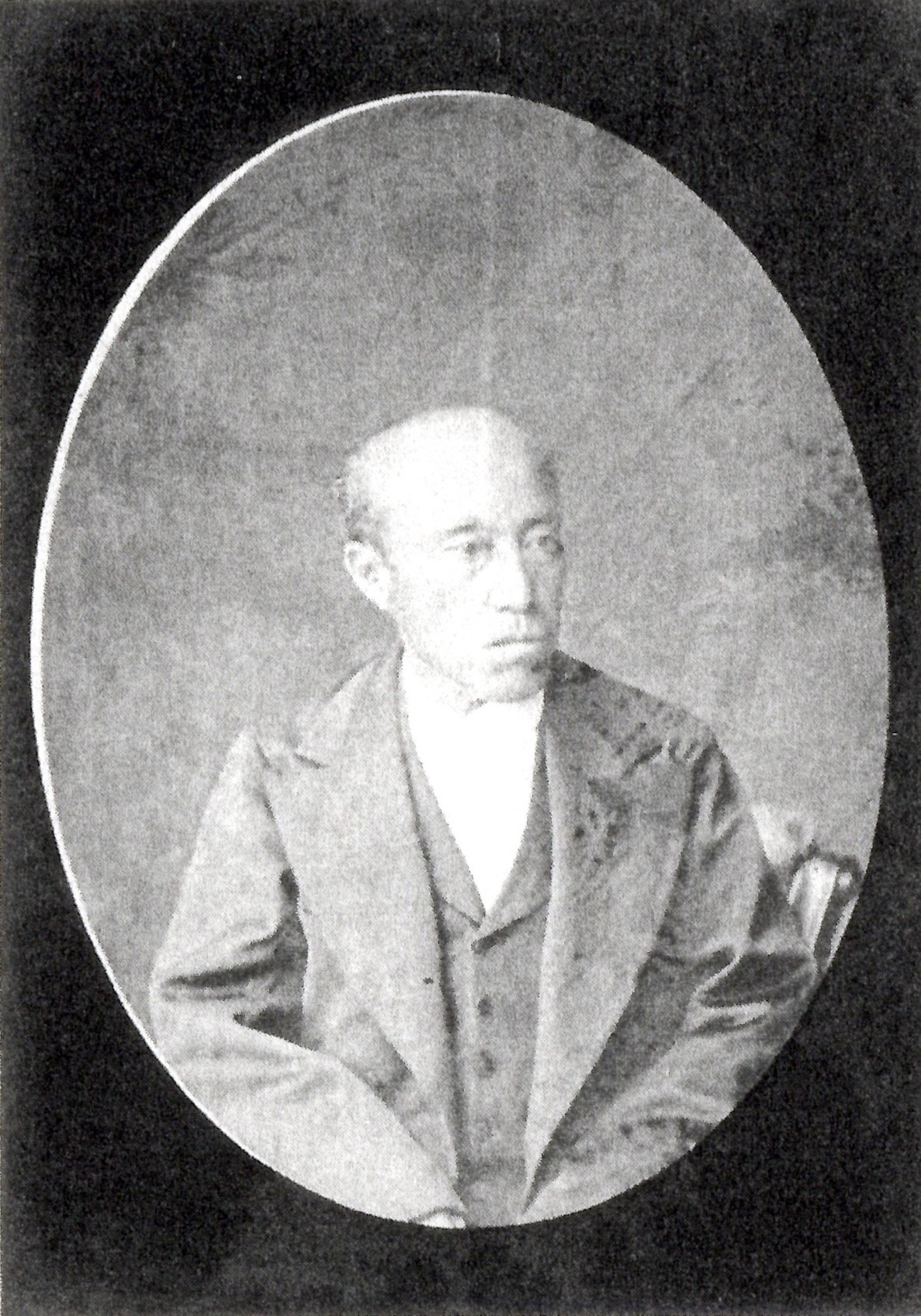
水野忠順

### 校章
かつてこの地にあった鶴牧藩が大きく影響している。鶴牧藩では藩主水野忠順が幕末の動乱期の中にありながら現在と変わらないまたはそれ以上の水準での教育を推進していた。校章は「中」を中心に、藩名にある「鶴」から大きく羽ばたく3羽の鶴が学校の限りない発展を願って描かれている。また3羽の鶴は、3つの学年それぞれが互いに手を取り合って協力する姿も表している。

### 校歌
- 作詞：市原雄忍
- 作曲：山本金雄

### 制服
1983年の開校当時から変わっていない。姉崎中学校・有秋中学校・双葉中学校・千種中学校・市東中学校・市原中学校・東海中学校・三和中学校の制服とは、校章以外でほとんど見分けがつかない。八幡中学校も2023年度実施の制服変更前は同じデザインであった。以下詳細である。
- 冬服
  - 男子：詰襟学生服（カラー付）
  - 女子：白3本ラインのセーラー服（吊りスカート）、入学年度ごとに指定された赤・白・青の何れかの色のスカーフ
- 夏服
  - 男子：白いYシャツ、「H.Anesaki」の文字が入った黒のスラックス
  - 女子：白のブラウス、吊りスカート、入学年度ごとに指定された赤、水色、青の何れかの色の細いリボン

### 制定鞄
黒一色に校章が入った横長のリュックタイプまたは肩掛けタイプの鞄である。姉崎中学校と有秋中学校の鞄と色違いである。

### 制定ジャージ
開校時は学年ごとに赤・緑・青色のジャージが指定されていた。現行のデザインは1990年代後半からで、紺色を基調に紫色のラインが入った全学年共通のものとなっている。

### 制定体操服
体操服は時期不詳でデザイン変更を実施した。その後、生徒から生地が薄いと不評であったため、2019年度より生地の変更を実施している。その際、男女によって色が異なっていたネーム枠の色を紺に統一した。

### その他
現在は廃止されているが、過去に存在した規則は以下の通りである。
- 登校靴は運動用かつ白指定（2021年度中に廃止）[6]。
- 上履きは学年ごとに赤・緑・青のラインが入ったものが指定（取扱スポーツ店が倒産のため2021年度中に廃止）[6]。
- 全員が半袖・半ズボンの状態でなければ扇風機を稼働してはならない（エアコン設置のため2019年度中に廃止）[10]。
- 傘は黒系のみ（2018年度までで廃止）[12]。

## 施設

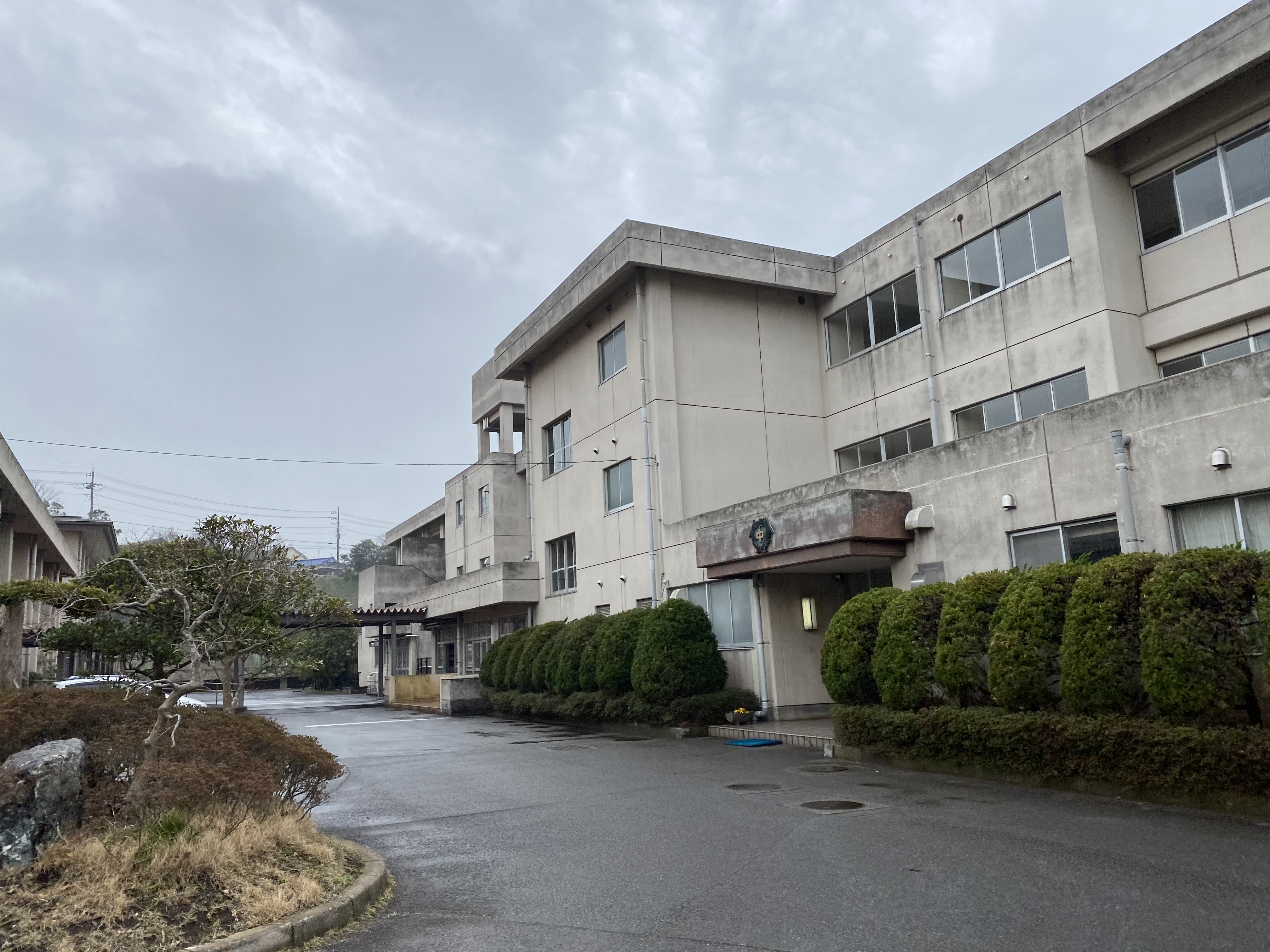
正面玄関

### 敷地
敷地の詳細は以下の通りである。
- 所在地：〒299-0111　千葉県市原市姉崎3056番地1
- 所有者：市原市
- 敷地面積：34,325m2
- 用途地域：第一種低層住居専用地域
- 指定建蔽率：50%
- 指定容積率：100%
- 取得価格：1,032,120,000円

### 建物
敷地内の建物は以下の通りである。2022年に建設から40年目を迎えるが、経年が同程度又は若干浅い学校よりも状態がかなり良いため、車椅子対応のスロープがついた程度であまり修繕が加えられていない。現在は6学級だが、教室数は18学級（うちエアコン設置済みは12学級）まで対応している。
| 施設        | 延床面積  | 構造 | 建築年 | 耐震       | 備考                                           |
| ----------- | --------- | ---- | ------ | ---------- | ---------------------------------------------- |
| 校舎（A棟） | 2,522.0m2 | RC造 | 1983年 | 耐震新基準 | 2022年度よりトイレ改修工事実施。               |
| 校舎（B棟） | 2,161.0m2 | RC造 | 1983年 | 耐震新基準 | 2022年度よりトイレ改修工事実施。               |
| 体育館      | 1,013.0m2 | RC造 | 1983年 | 耐震新基準 | 2001年にステージ緞帳を更新。                   |
| 武道館      | 782.0m2   | RC造 | 1991年 | 耐震新基準 | 2021年度より非構造部耐震化工事実施。           |
| 屋外部室    | 不明      | 木造 | 1983年 | ー         | 2019年に屋根の再塗装実施。                     |
| 石灰倉庫    | 不明      | 木造 | 1983年 | ー         | 2019年に屋根の再塗装実施。                     |
| 体育倉庫    | 不明      | 木造 | 1990年 | ー         | 令和元年房総半島台風による倒木で一時使用停止。 |
| 体育倉庫    | 不明      | 木造 | 1992年 | ー         | 令和元年房総半島台風による倒木で一時使用停止。 |
| 農業用倉庫  | 不明      | 木造 | 1984年 | ー         | 軽トラックがある。                             |

#### その他
- グラウンド
- プール（25m×7レーン）
- テニスコート（クレーコート3面）
- 屋外多目的コート（バスケットボール、バレーボール、テニス、バドミントン）
- 岩石園

## 規模
2023年（令和5年）4月1日現在の学校規模は以下の通りである。
| 生徒数       | 168名   | 1年生   | 51名    |
| 生徒数       | 168名   | 2年生   | 56名    |
| 生徒数       | 168名   | 3年生   | 61名    |
| 学級数       | 6学級   | 6学級   | 6学級   |
| 通学区域人口 | 9,155人 | 9,155人 | 9,155人 |
| 通学区域面積 | 0.83km2 | 0.83km2 | 0.83km2 |

### 推移
各年度4月1日現在の全校生徒数と普通学級数は以下の通りである。
| 年度                   | 全校生徒数 | 新入生 | 普通学級数 | 備考                       |
| ---------------------- | ---------- | ------ | ---------- | -------------------------- |
| 1983年度（昭和58年度） | 433名      | 223名  | 10学級     | 3年生は在籍せず            |
| 1984年度（昭和59年度） | 689名      | 258名  | 16学級     | 1年生から3年生まで在籍初年 |
| 1985年度（昭和60年度） | 703名      | 235名  | 17学級     |                            |
| 1986年度（昭和61年度） | 736名      | 243名  | 18学級     | ※現在の基準だと21学級      |
| 1987年度（昭和62年度） | 712名      | 234名  | 18学級     | ※現在の基準だと21学級      |
| 1988年度（昭和63年度） | 684名      | 207名  | 17学級     |                            |
| 1989年度（平成元年度） | 650名      | 209名  | 16学級     |                            |
| 1990年度（平成2年度）  | 623名      | 207名  | 15学級     |                            |
| 1991年度（平成3年度）  | 561名      | 145名  | 14学級     |                            |
| 1992年度（平成4年度）  | 529名      | 177名  | 13学級     |                            |
| 1993年度（平成5年度）  | 489名      | 168名  | 12学級     |                            |
| 1994年度（平成6年度）  | 482名      | 137名  | 12学級     |                            |
| 1995年度（平成7年度）  | 452名      | 147名  | 12学級     |                            |
| 1996年度（平成8年度）  | 445名      | 161名  | 12学級     |                            |
| 1997年度（平成9年度）  | 413名      | 105名  | 11学級     |                            |
| 1998年度（平成10年度） | 382名      | 116名  | 12学級     | 初めて400名を下回る。      |
| 1999年度（平成11年度） | 358名      | 137名  | 12学級     |                            |
| 2000年度（平成12年度） | 366名      | 113名  | 12学級     |                            |
| 2001年度（平成13年度） | 352名      | 102名  | 12学級     |                            |
| 2002年度（平成14年度） | 332名      | 117名  | 11学級     |                            |
| 2003年度（平成15年度） | 310名      | 91名   | 10学級     |                            |
| 2004年度（平成16年度） | 309名      | 101名  | 10学級     |                            |
| 2005年度（平成17年度） | 315名      | 118名  | 10学級     |                            |
| 2006年度（平成18年度） | 293名      | 78名   | 9学級      | 初めて300名を下回る。      |
| 2007年度（平成19年度） | 272名      | 80名   | 9学級      |                            |
| 2008年度（平成20年度） | 258名      | 82名   | 9学級      |                            |
| 2009年度（平成21年度） | 266名      | 95名   | 9学級      |                            |
| 2010年度（平成22年度） | 258名      | 87名   | 9学級      |                            |
| 2011年度（平成23年度） | 257名      | 74名   | 9学級      |                            |
| 2012年度（平成24年度） | 266名      | 100名  | 10学級     |                            |
| 2013年度（平成25年度） | 263名      | 89名   | 9学級      |                            |
| 2014年度（平成26年度） | 252名      | 64名   | 8学級      | 開校以来初の2学級/学年     |
| 2015年度（平成27年度） | 235名      | 81名   | 8学級      |                            |
| 2016年度（平成28年度） | 235名      | 87名   | 8学級      |                            |
| 2017年度（平成29年度） | 219名      | 48名   | 8学級      |                            |
| 2018年度（平成30年度） | 192名      | 54名   | 7学級      | 初めて200名を下回る。      |
| 2019年度（平成31年度） | 159名      | 58名   | 6学級      | 生徒数過去最低             |
| 2020年度（令和2年度）  | 170名      | 59名   | 6学級      |                            |
| 2021年度（令和3年度）  | 178名      | 61名   | 6学級      |                            |
| 2022年度（令和4年度）  | 178名      | 58名   | 6学級      |                            |
| 2023年度（令和5年度）  | 168名      | 51名   | 6学級      |                            |

## 諸活動

### 学業
学力状況調査では学校平均点を全国平均の120%にすることを学校の目標としている。
特に数学に関して熱心である。例えば3年時には千葉県公立高校入試数学8割突破目標クラスと6割突破目標クラスの2つの習熟度別クラスで授業を行う。また、国語・数学・英語の主要3科目については毎学期数回ある基礎学力テストで8割以上の点数を取れなければ夏休み等長期休業時に補習を受ける必要がある。
2019年度の全国学力状況調査においては市内平均を35%程度上回り、全国平均も20%程度上回る成績であった。2019年11月20日には、教員約300名が授業の様子を視察する南房総教育事務所学力向上交流会が本校を会場として行われた。

### 生徒会活動
月に1回以上は評議委員会による評議会が実施される他、同様のペースで生徒集会が生徒会本部により実施される。
組織
- 生徒会本部（会長1名、副会長2名、書紀2名、会計2名）
- 評議委員会（生徒会本部役員と各学年委員長・各専門委員長で構成）
- 学年委員会
  - 一学年委員会
  - 二学年委員会
  - 三学年委員会
- 専門委員会
  - 美化委員会（環境委員会と生活委員会が統合）
  - 学習委員会
  - 保健委員会
  - 合唱放送委員会（合唱委員会と放送委員会が統合）
- 特別委員会
  - 体育祭実行委員会
  - 選挙管理委員会
  - 文化祭実行委員会（現在は設けずに生徒会本部が代行）

### 部活動
かつては部活動の加入が必須であったが、2010年頃からこの規則は無くなっていった。部員数減少により男女剣道部は廃部、男女バドミントン部と男子バレーボール部は休部、水泳部や男女陸上部などは大会前のみ活動する特設部活動となった。また、女子バスケットボール部は部員数ゼロのため2019年度から2020年度まで一時休部していたが、再び活動を再開している。
常設部活動
- 野球部：市総体市西部地区大会3位（2022年）
- サッカー部
- 男子テニス部
- 女子テニス部
- 男子バスケ部：U15県3位・県総体B8・市総体優勝・市春大優勝（2022年）、市新人優勝（2021年）
- 女子バスケ部：市総体優勝（2018年）、市新人準優勝（2017年）
- 女子バレー部：市総体準優勝（2021年、2018年）、市新人優勝（2020年）
- 女子卓球部：総合ダブルス優勝（2019年）、学年別大会3位（2023年）
- 吹奏楽部
- 美術部

特設部活動
- 水泳部：第47回全中水泳出場（2007年）、県個人種目優勝複数回
- 柔道部：第38回全中柔道出場（2007年）、市総体個人準優勝（2022年）
- 男子陸上部
- 女子陸上部
- 男子駅伝部
- 女子駅伝部

廃止部活動
- 男子バレー部：県新人3位（2011年）、県春大ベスト16（2012年）、市総体優勝（2012年）、市春大準優勝（2012年）
- 男子卓球部
- バドミントン部
- 剣道部
- 体操部
- 技術部
- 茶道部
- 華道部
- 書道部
- 手芸部
- レゴブロック部

## 年間行事

### 一覧
例年の年間行事は以下の通りである。
- 4月：始業式、入学式、新入生歓迎会、3年全国学力状況調査、生徒総会
- 5月：3年修学旅行、体育祭、3年進路集会、基礎学力テスト
- 6月：1学期中間考査、3年実力テスト、3年進路集会、1年校外学習
- 7月：総体選手壮行会、2年宿泊学習、基礎学力テスト、3年高校合同説明会、1学期中断式
- 8月：全校登校日（21日）
- 9月：1学期再開式、1学期期末考査、3年進路集会、3年実力テスト、生徒会本部役員選挙
- 10月：1学期終業式、2学期始業式、2年海洋学習、姉東祭、PTAバザー
- 11月：3年進路集会、2学期中間考査、3年実力テスト
- 12月：基礎学力テスト、2学期中断式
- 1月：2学期再開式、3年実力テスト、3年私立高校受験説明会、受験応援集会
- 2月：3年公立高校受験説明会、2学期期末考査
- 3月：三年生を送る会、卒業式、修了式

### 体育祭
体育祭は行事臨時専門委員会である体育祭実行委員会によって運営される。3年生のクラスの数によって団数が決められる、色は各団の応援団が事前に大縄跳びを行い、跳んだ回数が多かった団から好きなものを選べる。現在は紅、蒼、白のいずれかから選ぶことになっている。練習時の身だしなみ等が当日の得点に加算される。また団旗の布部分を地面につけると減点になる。競技中の応援に独特の歌詞のものを用いる。メインイベントの一つである大縄跳びは2019年度第3学年2組の124回が最高記録となっている。

### 姉東祭
姉東祭は生徒会本部が運営し、2日間に分けて行う。2008年度から姉東夢プラン21の一環として「姉東祭」という名称を用いるようになった。2022年度で名称変更後15回目となる（第13回姉東祭はCOVID-19対策のため中止）。文化の部（1日目）、合唱の部（2日目）の2部構成となっている。
1日目の文化の部では、開祭式・吹奏楽部の演奏のあと、1・2年生は学年劇、3年生は学級劇を披露する。プロの劇団の指導がある。3年生は自分たちで脚本を書いている。かつて生徒数が多かった時代には、お化け屋敷など校舎内を全面的に利用した出し物を各学級が実施していた。2日目の合唱の部では、各学年、各学級が合唱を披露する。本校では2000年頃の合唱活動停止以降、合唱活動再開後もコンクール形式のものは実施していない。その後全校合唱・閉祭式があり、終わり次第、生徒はPTAバザーに参加する。なおPTAバザー自体は合唱の部の実施中から行われている。

### 長期休業
- 春休み：前年度修了式から始業式まで。
- 夏休み：海の日から9月最初の平日の前日まで。
- 秋休み：10月第2週の木曜日から第3週の火曜日まで。
- 冬休み：12月20日以降の土曜日から正月三が日を除く1月最初の日曜日まで。

## 通学区域
以下の町丁字とその範囲を通学区域として指定している。
- 青葉台1丁目 - 8丁目
- 姉崎の一部

## 通学区域内施設
通学区域内の主な施設は以下の通りである。
- 帝京大学ちば総合医療センター
- 青葉台自治会館
- スーパーわかば
- セイムス青葉台店
- アウルスイミングクラブ姉ヶ崎
- ダイアパレス千葉青葉台
- ガーデンコート姉ヶ崎
- 六孫王原遺跡
- 六孫王原古墳
- 堰頭古墳
- 鶴窪古墳
- 原1号墳
- 原2号墳
- 徳部台古墳

## 小学校区
- 市原市立青葉台小学校

## 隣接中学校区
- 市原市立姉崎中学校
- 市原市立有秋中学校

## アクセス
- JR内房線姉ケ崎駅から徒歩25分
- 小湊鐵道バス『あおばす』（姉ケ崎駅東口 - ダイヤパレス方面）
  - 「みどりヶ丘中央」下車、徒歩5分
- 小湊鐵道バス（姉ケ崎駅東口 - 勾当水経由有秋台・緑園都市方面）
  - 「姉崎中学校」下車、徒歩12分
- 小湊鐵道バス（姉ケ崎駅東口 - 姉崎高校前経由グリーンタウン・帝京病院方面）
  - 「姉崎台十字路」下車、徒歩13分
  - 「青葉台第三」下車、徒歩12分
- 日東交通バス（姉ケ崎駅 - 桜台団地方面）
  - 「姉ヶ崎中前」下車、徒歩12分

## 出身有名人
- 千秋（タレント）
- 中原果南（女優）